# توماش ماندس
توماش ماندس (لهستانی: Tomasz Mandes؛‏ ۱۴ ژوئن ۱۹۷۶) بازیگر، کارگردان، تهیه‌کننده و مجری تلویزیون اهل لهستان است.

## گزیدهٔ نقش‌آفرینی‌ها

### سینما
- ۳۶۵ روز (۲۰۲۰)
- اسکادران ۳۰۳، روایتی واقعی (۲۰۱۸)
- انگشتری با نشان عقاب تاج‌دار (۱۹۹۲)

### تلویزیون
- عشق اول (۲۰۱۷)
- پدر متیو (۲۰۱۵–۲۰۱۴ و ۲۰۱۱–۲۰۱۰)
- قانون حقیقی (۲۰۱۳)
- یک‌راست به دل (۲۰۱۱)
- دهن‌به‌دهن (۲۰۱۰)
- رنگ‌های خوشبختی (۲۰۰۷ و ۲۰۱۸)
- ماگدا ام. (۲۰۰۷–۲۰۰۶)
- کارآگاهان جنایی (۲۰۰۵)
- خانه کشیش (۲۰۰۴)
- اجاره‌نشین‌ها (۲۰۰۳)
- حوزه استحفاظی ۱۳، قسمت دوم (۲۰۰۰)